# André Filippini
André Filippini (geboren am 13. September 1924 in Sitten; gestorben am 18. November 2013 ebenda) war ein Schweizer Bauunternehmer, Bobsportler und Fussballfunktionär.

## Bobsportler und Fussballfunktionär
In seiner Jugend war der Sohn italienischer Zuwanderer ein erfolgreicher Sportler. Als Höhepunkt seiner Karriere gilt der Gewinn der Bronzemedaille im Viererbob bei den Olympischen Winterspielen 1952 in Oslo, gemeinsam mit Fritz Feierabend, Albert Madörin und Stephan Waser.
Ab 1971 war Filippini Präsident des Fussballclubs FC Sion, in seine Amtszeit fiel der Gewinn des Schweizer Cups 1973/74. Obwohl unter Filippinis Leitung 1,4 Millionen Franken an Einnahmen erzielt werden konnten, hatte der Verein bei seinem Rücktritt im Sommer 1977 200'000 Franken Schulden.

## Savro SA
Filippini war Eigentümer der Bauunternehmung Savro SA mit rund 700 Mitarbeitern sowie mehreren Tochterfirmen im Ausland. 1977 gerieten die Firma und ihr Besitzer im Rahmen einer Korruptionsaffäre in die internationalen Schlagzeilen, nachdem aufgedeckt worden war, dass sie über mehrere Jahre hinweg, gemeinsam mit Vertretern regionaler Behörden und der im Kanton Wallis politisch dominierenden Christlichdemokratischen Volkspartei, den Staat um 3,5 Millionen Franken betrogen hatten. Filippini wurde in der Folge, ebenso wie der Dienstchef des Amtes für Strassenunterhalt sowie der Chef der Verkehrspolizei des Kantons, zu acht Jahren Haft sowie zur Zahlung einer fünfstelligen Geldbusse verurteilt. Die Strafverfolgungsbehörden hatten dem Trio Bestechung, Bestechlichkeit, Betrug, Veruntreuung und Urkundenfälschung vorgeworfen. In seiner 2005 erschienenen Autobiographie begründete Filippini sein Vorgehen damit, dass er die 700 Arbeitsplätze habe erhalten wollen.